# Стравчинек
Стравчинек (пол. Strawczynek) — село в Польщі, у гміні Стравчин Келецького повіту Свентокшиського воєводства.
Населення — 1041 особа (2011).
У 1975-1998 роках село належало до Келецького воєводства.

## Демографія
Демографічна структура на день 31 березня 2011 року:
|          | Загалом | Допрацездатний вік | Працездатний вік | Постпрацездатний вік |
| -------- | ------- | ------------------ | ---------------- | -------------------- |
| Чоловіки | 537     | 130                | 367              | 40                   |
| Жінки    | 504     | 117                | 313              | 74                   |
| Разом    | 1041    | 247                | 680              | 114                  |